# STS–91
Az STS–91 jelű küldetés az amerikai űrrepülőgép-program 11., a Discovery űrrepülőgép 24. repülése.

## Jellemzői
A Shuttle–Mir program keretében a 9. dokkolás, egyben az utolsó küldetés a Mir űrállomásra. Az előző küldetések az STS–71, az STS–74, az STS–76, az STS–79, az STS–81, az STS–84, az STS–86 és az STS–89 voltak. Ezzel befejeződött az első közös  amerikai-orosz űrprogram. A Mir fedélzetén, a hét amerikai űrhajós, hosszú távú űrszolgálattal 907 napot töltött. Az amerikai hosszú időtartamú űrhajósok a legtöbb kísérletet végezték, az orosz kollégákkal elsősorban az űrállomás fenntartását és karbantartását segítették. Norman Earl Thagard volt az első amerikai a Mir űrállomáson, illetve az első űrhajós, aki egy orosz űrhajón, a Szojuz TM–21-en érkezett az űrállomásra. Shannon Matilda Wells Lucid női űrhajósként 188 napra javította az amerikai űrtartózkodási rekordot.

## Első nap
1998. június 2-án a szilárd hajtóanyagú gyorsítórakéták, Solid Rocket Booster(SRB) segítségével Floridából, a Cape Canaveral (KSC) Kennedy Űrközpontból, a LC39–A (LC–Launch Complex) jelű indítóállványról emelkedett a magasba. Az orbitális pályája 91,8 perces, 51,7 fokos hajlásszögű, elliptikus pálya perigeuma 350 kilométer, az apogeuma 373 kilométer volt. Felszálló tömeg indításkor 204 775 kilogramm, leszálló tömeg 111 786 kilogramm. Szállított hasznos teher 16 537 kilogramm.
Egy szuper könnyű külső tartályt (SLWT) szállítottak, hossza 47 méter, átmérője 8,2 méter, súlya 3400 kilogramm. A tartály lítium-alumínium ötvözetből készült. A Nemzetközi Űrállomás felfejlesztéséi programjának előfutára. Logisztikai anyagokat (víz, élelmiszer, ruházat, személyi higiénia segédeszközök, filmek, tudományos anyagok- és eszközök, akkumulátorok) is szállítottak. Visszafelé tudományos anyagokat, szemetet szállítottak. Technikai hiba miatt a NASA nem tudta televíziós adásban ellenőrizni/segíteni a misszió munkáját. Az űrállomás robotkarjának működését egy új szoftver segítségével eredményesen tesztelték.

## Hasznos teher
1. SpaceHab mikrogravitációs laboratóriumban a legénység elvégezte az előírt programokat. Tesztelték az új SpaceHab Universal Communication System) (SHUCS) univerzális kommunikációs rendszert. Hang, telefon, fax és videokép összeköttetést tesztelték, hogy a kutatási, kísérleti eredmények minél előbb a három földi fogadó állomásra érjen. A teszt része volt az Inmarsat műholdas rendszerrel történő kapcsolatfelvétel.
2. Alpha Magnetic Spectrometer (AMS) – első alkalommal repült az Alfa mágneses spektrométer, feladata a világűrből érkező nagy energiájú részecskék érzékelése, mérése.
3. Get-Away Special (GAS) – nyolc zárt tartályban különféle vizsgálatokat (égési, kristály növekedési, sugárvédelmi) végeztek.
4. Space Acceleration Measurement System (SAMS) – célja, hogy mérje és rögzítse a SpaceHab-ra ható mikrogravitációs gyorsulási tényezőket
5. Astroculture (ASC) – zárt tartályban ellenőrzött növényi növekedési kísérletek (hőmérséklet, páratartalom, szén-dioxid szabályozás, egyedül álló LED világítás), videó és számítógép (adatletöltés/szabályozás) segédlettel. Az egész rendszer az STS–89 fedélzetéről átkerült a Mir fedélzetére, hogy a mikrogravitációs környezetben folytatódjon a kísérlet. Az STS–91 fedélzetén érkezett vissza a Földre.
6. XDT – kísérlet  alkalmával a nagy energiájú sugárzás (kozmikus sugárzás, indukált háttér sugárzás, röntgendiffrakciós környezet) környezet hatásait mérték.
7. SSCE kísérletsorozat – a láng terjedését (forró gázok, olaj, hélium) oxigén ármalatokban

vizsgálták,

## Kilencedik nap
1998. június 12-én a Kennedy Űrközponton (KSC), kiinduló bázisán szállt le. Összesen 9 napot, 19 órát, 55 percet és 01 másodpercet töltött a világűrben. 6 000 000 kilométert (3 700 000 mérföldet) repült, 155 alkalommal kerülte meg a Földet.

## Személyzet
(zárójelben a repülések száma az STS–91 küldetéssel együtt)
- Charles Precourt (4), parancsnok
- Dominic Pudwill Gorie (1), pilóta
- Wendy Barrien Lawrence (3), küldetésfelelős
- Franklin Chang Diaz (6), küldetésfelelős
- Janet Kavandi (1), küldetésfelelős
- Valerij Viktorovics Rjumin (4), küldetésfelelős – Orosz Szövetségi Űrügynökség (RKA)

### Visszatérő  személyzet
- Charles Joseph Precourt (4), parancsnok
- Dominic Pudwill Gorie (1), pilóta
- Wendy Barrien Lawrence (3), küldetésfelelős
- Franklin Chang Diaz (6), küldetésfelelős
- Janet Kavandi (1), küldetésfelelős
- Valerij Viktorovics Rjumin (4), küldetésfelelős
- Andy Thomas – Mir fedélzeti mérnök/küldetésfelelős